# Metropolia pekińska
Metropolia pekińska – metropolia Kościoła rzymskokatolickiego w Chińskiej Republice Ludowej. Erygowana w dniu 11 kwietnia 1946 roku. W skład metropolii wchodzi 1 archidiecezja i 12 diecezji.
W skład metropolii wchodzą:
- Archidiecezja pekińska
- Diecezja Anguo
- Diecezja Baoding
- Diecezja Chengde
- Diecezja Daming
- Diecezja Jingxian
- Diecezja Tiencin
- Diecezja Xianxian
- Diecezja Xingtai
- Diecezja Xuanhua
- Diecezja Yongnian
- Diecezja Yongping
- Diecezja Zhaoxian
- Diecezja Zhengding